# Мальцев, Алексей Викторович
Алексей Викторович Мальцев (род. 26 июля 1978 года) — российский художник-мозаичист, член-корреспондент РАХ (2021).

## Биография
Родился 26 июля 1978 года, живёт и работает в Москве.
В 2000 году — окончил Московское государственное академическое художественное училище памяти 1905 года.
В 2006 году — окончил Московский государственный академический художественный институт имени В. И. Сурикова, мастерская Е. Н. Максимова.
С 2011 года — член Московского Союза художников.
В 2021 году — избран членом-корреспондентом Российской академии художеств от Отделения живописи.

## Творческая деятельность
Основные произведения:
- мозаики для Трехсвятительского храма в ДО Архангельское по проекту А. Д. Корноухова, (Москва, 2004—2005);
- декоративное убранство станции Московского метрополитена «Славянский бульвар» по проекту И. Л. Лубенникова (2008);
- витраж «Курочка Ряба» для станции метро «Мадлен» по проекту И. Л. Лубенникова (Париж, 2008);
- мозаики в алтаре храма в честь иконы Нечаянная радость (в соавторстве с А. О. Денеш, Алатырь, 2010);
- мозаичное убранство храма Покрова Пресвятой Богородицы (в соавторстве с А. О. Денеш, Ясенево, 2011—2014);
- надвратная мозаика «Спорительница хлебов» для монастыря (Среднеуральск, 2015);
- мозаика «Богородица на троне» для часовни в Симферополе (в соавторстве с А. О. Денеш, 2015);
- ряд мозаик для храма Святого Саввы Сербского (в составе творческого коллектива. Белград, 2015—2021);
- мозаичное убранство алтарной части Храма Христа Спасителя (в соавторстве с А. О. Денеш, Калининград, 2016—2017);
- фасадная мозаика «Святой Дмитрий Солунский» для часовни в честь святого Дмитрия Солунского (Истра, 2020).

Участник выставок, среди которых: Всероссийская молодёжная выставка (Москва, 2007, 2011); проект «Оранжерея» в ЦДХ (Москва, 2007); «Ночь музеев» в Государственной Третьяковской галерее (Москва, 2008); Art Banking Club (Москва, 2009); проект «Сад» в рамках Московского Международного салона ЦДХ (Москва, 2011); «Образы Света» в залах Союза дизайнеров России (Москва, 2017); проект «Городок барахлит» в галерее «Ковчег» (Москва, 2020); «Выбор коллекционера» во Всероссийском музее декоративного искусства (Москва, 2021).

## Награды
- Диплом РАХ (2018)